# Emanuele Centonze
Die Società Anonima Emanuele Centonze (ECSA) mit Sitz in Balerna bei Chiasso ist ein international tätiges Schweizer Handelsunternehmen von Chemie- und Erdölerzeugnissen. Das Familienunternehmen beschäftigt 240 Mitarbeiter und erwirtschaftete 2007 einen Umsatz von 210 Millionen Schweizer Franken.

## Tätigkeitsgebiet
ECSA bietet Produkte und Dienstleistungen in den drei Gebieten Rohstoffe, Energie und Unterhaltsysteme.
Im Bereich der Rohstoffe vertreibt das Unternehmen Stoffe für die Lebensmittel-, Chemie-, Kosmetik- und Pharmaindustrie. Die Energiesparte umfasst den Handel mit Heizöl, Benzin, Diesel, AdBlue, Flugtreibstoff und Bitumen. Der Bereich Unterhaltsysteme beinhaltet den Vertrieb von Schmiermittel, Produkte für die Oberflächenbehandlung im Hoch- und Tiefbau und in der Industrie sowie Arbeitskleidung und Produkte für die Unfallverhütung und persönliche Schutzausrüstungen.
Die beiden Hauptlager sind in Balerna und Flawil. Darüber hinaus betreibt das Unternehmen auch zwei eigene Läden in Form von Abholshops sowie als BP-Vertreter 26 Tankstellen, davon 20 im Tessin und sechs in der Westschweiz.

## Geschichte
Das Unternehmen wurde 1913 als Einzelfirma in Chiasso gegründet. 1925 übernahm es für British Petroleum die Vertretung in der Schweiz. 1927 wurde das Unternehmen in eine Aktiengesellschaft umgewandelt.
1959 wurde in Mailand die Tochtergesellschaft ECSA Italia S.r.l. gegründet.
Das Unternehmen erweiterte im Verlaufe der Zeit seine Infrastruktur durch Bau und Ausbau einer unterirdischen Anlage für chemische Flüssigstoffe mit eigenem Gleisanschluss, eines Heizöltanklager, einer Tankanlage für chemische Grund- und Zwischenprodukte mit eigenem Geleiseanschluss, einer Lagerhalle für Chemikalien und brennbare Stoffe sowie Eröffnung eines eigenen Tankstellennetzes.